# Тим Минчин
Тим Минчин (на английски: Timothy David "Tim" Minchin) е австралийски и британски комедиант, актьор, музикант и певец.
Известен е най-вече с музикалната си комедия, с издадените 6 CD-та и 3 DVD-та, както и с представленията си на живо, които изнася по цял свят. Участвал е в телевизионни програми в Австралия, Англия и САЩ. Той учи в Университета на Западна Австралия сценични изкуства и след това се мести да живее в Мелбърн през 2002 г. Кариерата му започва именно тогава с шоуто „Dark Side“ (Тъмната страна). Документален филм за него „Rock N Roll Nerd“ излиза през 2008 година.

## Биография
Той е роден във Великобритания, но неговите родители са австралийци и той израства в Пърт. Започва да учи пиано на осем години, но по-късно го изоставя. Връща се към него едва след като започва да пише песни с брат си, който е китарист. Тим Минчин получава бакалавърска степен през 1995 година със специализация английски и театър, след което завършва и магистърска степен по съвременна музика в Университета на Западна Австралия. Живее в Лондон с жена си и двете си деца.